# Tjocknäbbad blomsterpickare
Tjocknäbbad blomsterpickare (Pachyglossa agilis) är en vida spridd asiatisk fågel i familjen blomsterpickare Den förekommer i Sydasien och Sydostasien.

## Utseende
Tjocknäbbad blomsterpickare är en liten (10–11 cm) men knubbig, färglös fågel med relativt kraftig näbb. Karakteristiskt är vanan att röra den korta stjärten i sidled.
De olika populationerna skiljer sig något åt. Nominatformen i Indien är gråbrun ovan med olivgrön anstrykning, undertill mestadels beigefärgad och vita fläckar på undersidan av stjärten. Den har ett diffust strupsidestreck, streckat bröst och ett otydligt vitt band längst ut på stjärten. Fåglar i Sydostasien har tunnare näbb, är mer olivgrön ovan, kraftigare streckad under och saknar fläckarna under stjärten. Filippinska fåglar, av vissa behandlade som egen art, är kraftigt brunstreckad under på vitaktig botten, på ovansidan än mer olivgrön eller till och med grön.

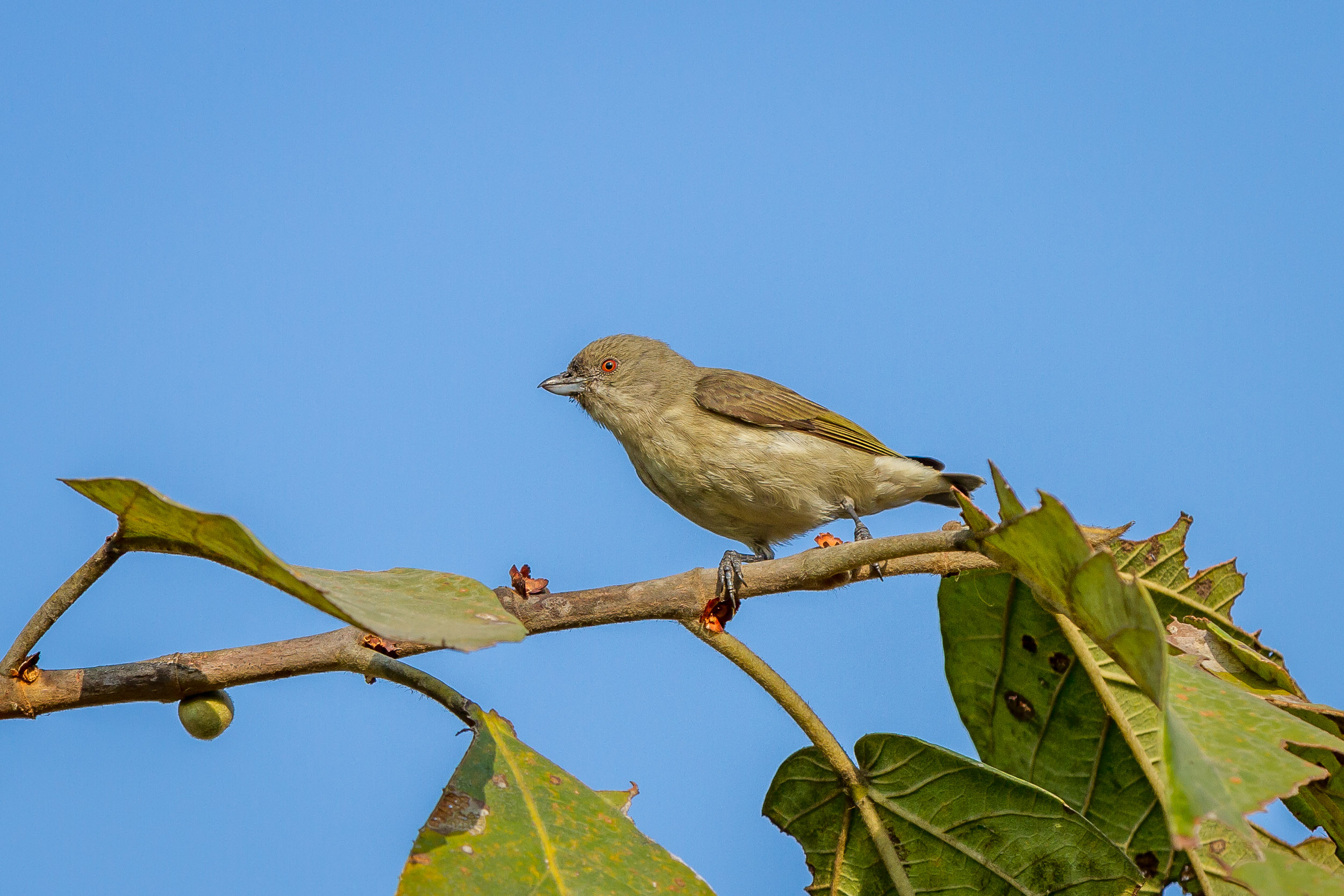
Tjocknäbbad blomsterpickare i Indien.

## Läten
Lätena beskrivs i engelsk litteratur som "chuk" och "psit", sången som "ch ch ch ch chrr ch-pss".

## Utbredning och systematik
Tjocknäbbad blomsterpickare delas in i elva underarter med följande utbredning:
- agilis-gruppen
  - Pachyglossa agilis agilis – förekommer i nordöstra Pakistan och Indiska halvön
  - Pachyglossa agilis zeylonica – förekommer på Sri Lanka
- obsoleta-gruppen
  - Pachyglossa agilis modesta – förekommer i södra Thailand samt på Malackahalvön och Borneo
  - Pachyglossa agilis pallescens – förekommer i Bangladesh, Myanmar, norra Thailand och norra Vietnam
  - Pachyglossa agilis atjehense – förekommer på norra Sumatra (Aceh, Utara och Selatan)
  - Pachyglossa agilis finschi – förekommer på västra Java
  - Pachyglossa agilis tincta – förekommer i Små Sundaöarna (Sumba, Flores och Alor)
  - Pachyglossa agilis obsoleta – förekommer på Timor (östra Små Sundaöarna)
- aeruginosa-gruppen
  - Pachyglossa agilis striatissima – förekommer i norra Filippinerna (Lubang, Luzon, Romblon, Sibuyan, Catanduanes)
  - Pachyglossa agilis aeruginosa – förekommer i centrala och södra Filippinerna (Cebu, Negros, Mindoro och Mindanao)
  - Pachyglossa agilis affinis – förekommer i sydvästra Filippinerna (Palawan)

### Släktestillhörighet
Arten placerades tidigare i Dicaeum, men genetiska studier visar att den tillhör en klad som står närmare släktet Prionochilus än typarten för Dicaeum. Dessa har därför lyfts ut till ett eget släkte, där Pachyglossa har prioritet.

## Levnadssätt
Tjocknäbbad blomsterpickare hittas i trädtaket i skogsområden och trädgårdar. Den ses enstaka eller i par, i snabb och stadig rörelse på jakt efter frukt, framför allt från banjan, Ficus religiosa och Loranthus. Fågeln bygger pungliknande hängande bon.

## Status och hot
Arten har ett stort utbredningsområde och en stor population med stabil utveckling och tros inte vara utsatt för något substantiellt hot. Utifrån dessa kriterier kategoriserar internationella naturvårdsunionen IUCN arten som livskraftig (LC). Världspopulationen har inte uppskattats men den beskrivs som sällsynt till inte ovanlig.